# Tridentinerkoncilet
Tridentinerkoncilet var et koncil, der fandt sted i Trient (Trento) i Sydtyrol og var, efter katolsk tradition, det 19. økumeniske koncil. Det blev påbegyndt under Pave Paul 3. og foregik i tre tempi fra 1545 til 1547, 1551 til 1552 og 1562 til 1563.
Med Tridentinerkoncilet indledtes det, der i dag kaldes modreformationen. Med Martin Luthers opkomst og rejsningen af reformbevægelser over hele den vestlige kristenhed stod kirken overfor et af de største skismaer i sin historie. Koncilet var et forsøg på at samle og redefinere kirken både teologisk og organisationsmæssigt, så reformisterne kunne komme tilbage i folden.
Koncilet bekræftedes 4. december 1563 ved underskrift af de stemmeberettigede og stadfæstedes derefter af paven.
| Kristendom | Spire Denne artikel om kristendom er en spire som bør udbygges. Du er velkommen til at hjælpe Wikipedia ved at udvide den. |